# Трансверсия
Трансверсия (лат. transversus, повёрнутый в сторону, отведённый) — точечная мутация ДНК, обусловленная заменой пуринового основания (гуанин, аденин) на пиримидиновое (цитозин, тимин) или наоборот. Трансверсии называют сложными или перекрёстными заменами, так как происходит изменение ориентации пурин-пиримидин. Термин «трансверсия» наряду с термином «транзиция» был предложен в 1959 году Эрнстом Фризом.
Среди точечных мутаций трансверсии происходят реже, чем транзиции. Так, у человека известно более чем 75 тысячи  различных патогенных вариантов, ведущих к наследственным заболеваниям, среди них 20% составляют трансверсии, в то время как на долю транзиций приходится 30%.
Трансверсия бывает спонтанной, может быть также вызвана ионизирующим излучением или алкилирующими агентами.
Расположение мутации в гене, кодирующем белок, влияет на её проявление. Если мутация в участке, который не определяет структуру белка или ферментативную активность, мутация не окажет значительного влияния на клетку или ферментативную активность её белков. Если мутация на участке, который изменяет структуру или функцию белка, изменяя его ферментативную активность, мутация может сильно повлиять на выживание клетки.